# Kristiina Nyrhinen
Kristiina Nyrhinen, född 26 augusti 1949 i Björneborg, är en finländsk textilkonstnär.
Nyrhinen utexaminerades 1974 som textilkonstnär från Konstindustriella högskolan. I början av sin karriär utförde hon vävda och tryckta inredningstextilier för Metsovaara Design. Sedan 1976 har hon verkat som frilanskonstnär. Vid sidan av sina arbeten för textilindustrin började hon skapa konsttextilier.
Naturen har alltid varit utgångspunkten för Nyrhinens arbete. Vassdungar och vattendrag var i början av 1990-talet populära motiv i hennes konst, som även kännetecknades av en känslig färgsättning. Med sina materialexperiment med metallisk textil och överraskande kombinationer framstår hon som en av pionjärerna i modern finländsk textilkonst. Hon har förenat bland annat nylon-, glasfiber- och glänsande metalltråd med linne- och bomullsväv.
Nyrhinen vann 1984 tävlingen om textilier till Myrbacka församlingscentrum och kyrkans altartavla. Sedan dess har hon helt ägnat sig åt större unika konsttextilier, som finns bland annat i Högsta förvaltningsdomstolens lokaler, i Riksdagshusets tillbyggnad, Finlands ambassader i Budapest, Riad och Rom, Unicef i Paris, kanslihuset i S:t Michel och Hotell Kuninkaantie i Esbo centrum. Mindre arbeten finns även i andra offentliga lokaler, musei- och privatsamlingar. Hon har innehaft förtroendeuppdrag inom bl.a. Ornamo och dess underavdelning Texo, där hon verkat som ordförande.